# Caj Csu-seng
Caj Csuseng (Cai Chusheng) (kínai: 蔡楚生; pinyin: Cài Chǔshēng, magyaros átírásban: Caj Csuseng, Sanghaj, 1906. január 12. - 1968. július 15.) kínai filmrendező, producer és forgatókönyvíró volt a kommunista korszakot megelőzően. Haladó szellemű műveiről volt ismert az 1930-as évek idején, később a kulturális forradalom alatt folyó kivégzések áldozata lett.

## Korai karrier
Caj Csuseng (Cai Chusheng) kantoni szülők gyermekeként született Sanghajban, majd Csaojang (Chaoyangban)ban (Shantou, Guangdong) nőtt föl. SZámos kisebb filmstúdióban dolgozott alacsonyabb pozíciókban az 1920-as évek során, majd csatlakozott Cseng Csengcsiu (Zheng Zhengqiu) Mingxing filmstúdiójához, mint rendezőasszisztens. Később a Lianhua Film Company rendezője lett, ahol olyan népszerű filmeken dolgozott, mint a  Spring in the South és a Pink Dream (1932). Baloldali filmkészítőként az 1932-es japán támadás után erősítette meg hírnevét, amikor számos kollégájához hasonlóan baloldali stílusú filmgyártásba fogott. Ez a váltás olyan műveiben látható, mint az osztályharcokat feszegető Dawn Over the Metropolis (1933), Song of the Fishermen (1934) és a New Women (1934) című drámák. A Song of the Fishermen hatalmas mozisikert aratott Sanghajban, ahol 87 napon át játszották, és ez volt az első olyan kínai film, mely nemzetközi díjat nyert; 1935-ben kapta meg a Moszkvai Nemzetközi Filmfesztivál elismerését.

## Hongkong és a háborús idők
A második kínai–japán háború idején Caj (Cai) először Hongkongba menekül, ahol segédkezett a mandarin nyelvű filmgyártásban Szetu Hujmin (Situ Huimin) mellett. Itt két filmet rendezett, melyek egyike a japán ellenes thriller, az Orphan Island Paradise (1939). Amikor a várost megszállták a japánok, Caj (Cai) Csungkingba (Chongqingba) ment, ahol az állami stúdióhoz, a Nationalist Central Film Studióhoz csatlakozott.

## Háború utáni karrier
A háborút követően Caj (Cai) visszatért Sanghajba és a Lianhua Stúdió vezető tagja lett. Zheng Junlivel közös filmje, a The Spring River Flows East (1947) ismét nagy sikerű alkotás lett. A kommunista forradalom után Cai főként adminisztratív feladatokat végzett, illetve elkészítette 1949 végén a Waves on the Southern Shore-t (1963). A kulturális forradalom idején Caj Csuseng (Cai Chusheng), mint sok más művész és értelmiségei, a kivégzések célpontjává vált, ami 1968-ban bekövetkezett halálához vezetett.
Stanley Kwan 1992-es életrajzi filmjében, melyet Zsüan Lingjü (Ruan Lingyu)ről készített Centre Stage címmel, Caj Csuseng (Cai Chusheng) is megjelenik a hongkongi színész, Tony Leung Ka Fai alakításában.